# Flæse
Flæse er et stykke stofstrimmel, der bruges som pynt på især dametøj. En flæse er rynket eller plisseret på den side, der sys fast på dragten.